# Discografia de NCT
A discografia do grupo multinacional NCT é composta por dois extended plays e sete singles. A primeira subunidade do grupo, NCT U, realizou sua estreia em abril de 2016 com o lançamento dos singles "The 7th Sense" e "Without You". NCT 127 lançou seu primeiro extended play, NCT #127, em 10 de julho do mesmo ano. A terceira subunidade, NCT Dream, teve sua estreia em 25 de agosto de 2016 ao lançar o single "Chewing Gum".

## Álbuns

### Álbuns de estúdio
| Título                                                                                   | Detalhes do álbum | Maior posição nos charts | Maior posição nos charts | Maior posição nos charts | Maior posição nos charts | Maior posição nos charts | Vendas                                                 | Certificações   |
| Título                                                                                   | Detalhes do álbum | KOR                      | CAN                      | JPN                      | US                       | US World                 | Vendas                                                 | Certificações   |
| NCT 2018                                                                                 | NCT 2018 | NCT 2018                 | NCT 2018                 | NCT 2018                 | NCT 2018                 | NCT 2018                 | NCT 2018                                               | NCT 2018        |
| ---------------------------------------------------------------------------------------- | --- | ------------------------ | ------------------------ | ------------------------ | ------------------------ | ------------------------ | ------------------------------------------------------ | --------------- |
| NCT 2018 Empathy                                                                         | - Lançamento: 14 de março de 2018 (KOR) - Gravadora(s): S.M. Entertainment - Formato(s): CD, Download digital                    | 2                        | —                        | 10                       | —                        | 5                        | - : 387,485 - : 15,757 - : 1,000                       | - : Platinum    |
| NCT 127                                                                                  | |                          |                          |                          |                          |                          |                                                        |                 |
| Regular-Irregular                                                                        | - Lançamento: 12 de outubro de 2018 (KOR) - Gravadora(s): S.M. Entertainment - Formato(s): CD, Download digital                  | 1                        | —                        | 6                        | 86                       | 2                        | - : 292,341 - : 26,057 (Phy.) - : 980 (Dig.) - : 8,000 | - : Platinum    |
| Awaken                                                                                   | - Lançamento: 17 de abril de 2019 (JPN) - Gravadora(s): Avex Trax - Formato(s): CD, Download digital                             | —                        | —                        | 4                        | —                        | 15                       | - : 56,895 (Phy.) - : 978 (Dig.)                       | —               |
| Neo Zone                                                                                 | - Lançamento: 6 de março de 2020 (KOR) - Gravadora(s): S.M. Entertainment - Formato(s): CD, Download digital, Streaming          | 1                        | 26                       | 3                        | 5                        | 1                        | - : 765,856 - : 31,951 - : 83,000+                     | - : 3x Platinum |
| WayV                                                                                     | |                          |                          |                          |                          |                          |                                                        |                 |
| Awaken the World                                                                         | - Lançamento: 9 de junho de 2020 (CHN) - Gravadora(s): S.M. Entertainment, Label V - Formato(s): CD, Download digital, Streaming | TBA                      | TBA                      | TBA                      | TBA                      | TBA                      | TBA                                                    | TBA             |
| "—" indica lançamentos que não figuraram nas paradas ou não foram lançados nessa região. | |                          |                          |                          |                          |                          |                                                        |                 |

### Relançamentos
| Título                      | Detalhes | Maior posição nos charts | Maior posição nos charts | Maior posição nos charts | Vendas      |
| Título                      | Detalhes | KOR                      | JPN                      | US World                 | Vendas      |
| NCT 127                     | NCT 127 | NCT 127                  | NCT 127                  | NCT 127                  | NCT 127     |
| --------------------------- | --- | ------------------------ | ------------------------ | ------------------------ | ----------- |
| Regulate                    | - Lançamento: 23 de novembro de 2018 (KOR) - Gravadora(s): SM Entertainment - Formato(s): CD, download, streaming | 2                        | 10                       | 9                        | - : 164,332 |
| Neo Zone: The Final Round   | - Lançamento: 19 de maio de 2020 (KOR) - Gravadora(s): SM Entertainment - Formato(s): CD, download, streaming     | 1                        | —                        | —                        | - : 400,987 |
| WayV                        | |                          |                          |                          |             |
| Take Over the Moon - Sequel | - Lançamento: 13 de março de 2020 (KOR) - Gravadora(s): SM Entertainment - Formato(s): CD                         | 3                        | —                        | —                        | - : 24,498  |

### Álbuns ao vivo
| Titulo                       | Detalhes do álbum |
| NCT 127                      | NCT 127 |
| ---------------------------- | --- |
| Neo City: Seoul – The Origin | - Lançamento: 24 de outubro de 2019 (KOR) - Gravadora(s): S.M. Entertainment - Formato(s): DVD, CD, Download digital, Streaming |
| NCT Dream                    | |
| The Dream Show               | - Lançamento: 9 de junho de 2020 (KOR) - Gravadora(s): S.M. Entertainment - Formato(s): DVD, CD, Download digital, Streaming    |

### Single álbuns
| Título                                                                                   | Detalhes do álbum | Melhores posições nas paradas | Vendas       |
| Título                                                                                   | Detalhes do álbum | KOR                           | Vendas       |
| NCT Dream                                                                                | NCT Dream | NCT Dream                     | NCT Dream    |
| ---------------------------------------------------------------------------------------- | --- | ----------------------------- | ------------ |
| The First                                                                                | - Lançamento: 9 de fevereiro de 2017 (KOR) - Gravadora(s): S.M. Entertainment, KT Music - Formato(s): CD, Download digital        | 6                             | - : 110,709+ |
| WayV                                                                                     | |                               |              |
| The Vision                                                                               | - Lançamento: 17 de janeiro de 2019 (CHN) - Gravadora(s): Label V, SM Entertainment - Formato(s): CD, Download digital, Streaming | —                             | —            |
| "—" indica lançamentos que não figuraram nas paradas ou não foram lançados nessa região. | |                               |              |

## Extended plays
| Título                                                                                   | Detalhes | Melhores posições nas paradas | Melhores posições nas paradas | Melhores posições nas paradas | Melhores posições nas paradas | Melhores posições nas paradas | Vendas                                                 | Certificações |
| Título                                                                                   | Detalhes | KOR                           | JPN                           | TW J-pop                      | US Heat                       | US World                      | Vendas                                                 | Certificações |
| NCT 127                                                                                  | NCT 127 | NCT 127                       | NCT 127                       | NCT 127                       | NCT 127                       | NCT 127                       | NCT 127                                                | NCT 127       |
| ---------------------------------------------------------------------------------------- | --- | ----------------------------- | ----------------------------- | ----------------------------- | ----------------------------- | ----------------------------- | ------------------------------------------------------ | ------------- |
| NCT #127                                                                                 | - Lançamento: 10 de julho de 2016 - Gravadora(s): S.M. Entertainment, KT Music - Formato(s): CD, Download digital, Streaming                         | 1                             | 40                            | 11                            | 22                            | 2                             | - : 92,901+ - : 6,235+                                 | —             |
| Limitless                                                                                | - Lançamento: 6 de janeiro de 2017 - Gravadora(s): S.M. Entertainment, KT Music - Formato(s): CD, Download digital, Streaming                        | 1                             | 13                            | —                             | 4                             | 1                             | - : 113,473+ - : 11,179+                               | —             |
| Cherry Bomb                                                                              | - Lançamento: 14 de junho de 2017 - Gravadora(s): S.M. Entertainment, KT Music - Formato(s): CD, Download digital, Streaming                         | 2                             | 22                            | —                             | 18                            | 2                             | - : 124,706+ - : 8,457+                                | —             |
| Chain                                                                                    | - Lançamento: 23 de maio de 2018 - Gravadora(s): Avex Trax - Formato(s): CD, Download digital, CD+DVD                                                | —                             | 3                             | —                             | —                             | 8                             | - : 55,045 (Phy.) - : 750 (Dig.)                       | —             |
| Up Next Session: NCT 127                                                                 | - Lançamento: 22 de outubro de 2018 - Gravadora(s): Apple Music, SM Entertainment - Formato(s): download, streaming                                  | —                             | —                             | —                             | —                             | —                             | —                                                      | —             |
| We Are Superhuman                                                                        | - Lançamento: 24 de maio de 2019 - Gravadora(s): Dreamus, Capitol, Caroline, SM Entertainment - Formato(s): CD, Download digital, Streaming, LP, SMC | 1                             | 6                             | —                             | —                             | 1                             | - : 288,331 - : 9,065 (Phy.) - : 829 (Dig.) - : 38,000 | - : Platinum  |
| NCT Dream                                                                                | |                               |                               |                               |                               |                               |                                                        |               |
| We Young                                                                                 | - Lançamento: 17 de agosto de 2017 (KOR) - Gravadora(s): SM Entertainment - Formato(s): CD, Download digital, Streaming                              | 2                             | —                             | —                             | —                             | 3                             | - : 108,244                                            | —             |
| We Go Up                                                                                 | - Lançamento: 3 de setembro de 2018 (KOR) - Gravadora(s): SM Entertainment - Formato(s): CD, Download digital, Streaming                             | 1                             | —                             | —                             | —                             | 5                             | - : 226,822 - : 8,737 (Phy.) - : 735 (Dig.) - : 5,000  | —             |
| We Boom                                                                                  | - Lançamento: 26 de julho de 2019 (KOR) - Gravadora(s): SM Entertainment - Formato(s): CD, Download digital, Streaming                               | 1                             | —                             | —                             | —                             | 7                             | - : 349,274 - : 7,563 - : 1,000                        | - : Platinum  |
| The Dream                                                                                | - Lançamento: 22 de janeiro de 2020 (JPN) - Gravadora(s): Avex Trax - Formato(s): CD, Download digital, Streaming                                    | —                             | 1                             | —                             | —                             | —                             | - : 40,386                                             | —             |
| Reload                                                                                   | - Lançamento: 29 de abril de 2020 (KOR) - Gravadpra(s): SM Entertainment - Formato(s): CD, Download digital, Streaming                               | 1                             | 2                             | —                             | —                             | 7                             | - : 259,422 - : 5,768                                  | —             |
| WayV                                                                                     | |                               |                               |                               |                               |                               |                                                        |               |
| Take Off                                                                                 | - Lançamento: 9 de maio de 2019 (CHN) - Gravadora(s): Label V, SM Entertainment - Formato(s): CD, Download digital, Streaming                        | —                             | —                             | —                             | —                             | 7                             | —                                                      | —             |
| Take Over The Moon                                                                       | - Lançamento: 29 de outubro de 2019 (CHN) - Gravadora(s): Label V, SM Entertainment - Formato(s): CD, Download digital, Streaming                    | 3                             | —                             | —                             | —                             | 12                            | - : 59,983                                             | —             |
| "—" indica lançamentos que não figuraram nas paradas ou não foram lançados nessa região. | |                               |                               |                               |                               |                               |                                                        |               |

## Singles
| Título                                                                                   | Ano   | Interpretada por | Maiores posições nas paradas | Maiores posições nas paradas | Maiores posições nas paradas | Vendas      | Álbum                     |
| Título                                                                                   | Ano   | Interpretada por | KOR                          | CHN Billboard                | US World                     | Vendas      | Álbum                     |
| NCT U                                                                                    | NCT U | NCT U | NCT U                        | NCT U                        | NCT U                        | NCT U       | NCT U                     |
| ---------------------------------------------------------------------------------------- | ----- | --- | ---------------------------- | ---------------------------- | ---------------------------- | ----------- | ------------------------- |
| "The 7th Sense" (일곱 번째 감각)                                                         | 2016  | Taeyong, Doyoung, Ten, Jaehyun, Mark                                                                                                  | 111                          | —                            | 2                            | - : 48,376+ | NCT 2018 Empathy          |
| "Without You"                                                                            | 2016  | Taeil, Doyoung, Jaehyun (Korean ver.) com Kun (Chinese ver.)                                                                          | 126                          | 5                            | 3                            | - : 28,860+ | NCT 2018 Empathy          |
| "Boss"                                                                                   | 2018  | Taeyong, Doyoung, Jaehyun, Mark, Winwin, Lucas, Jungwoo                                                                               | 97                           | —                            | 3                            | —           | NCT 2018 Empathy          |
| "Baby Don't Stop"                                                                        | 2018  | Taeyong, Ten | —                            | —                            | 2                            | —           | NCT 2018 Empathy          |
| NCT 127                                                                                  |       | |                              |                              |                              |             |                           |
| "Fire Truck" (소방차)                                                                    | 2016  | Taeil, Taeyong, Yuta, Jaehyun, Winwin, Mark, Haechan                                                                                  | 103                          | —                            | 2                            | - : 30,067+ | NCT #127                  |
| "Limitless" (무한적아 / 無限的我)                                                        | 2017  | Taeil, Johnny, Taeyong, Yuta, Doyoung, Jaehyun, Winwin, Mark, Haechan                                                                 | —                            | —                            | 4                            | - : 18,390+ | Limitless                 |
| "Cherry Bomb"                                                                            | 2017  | Taeil, Johnny, Taeyong, Yuta, Doyoung, Jaehyun, Winwin, Mark, Haechan                                                                 | —                            | 47                           | 3                            | - : 71,061+ | Cherry Bomb               |
| "Touch"                                                                                  | 2018  | Taeil, Johnny, Taeyong, Yuta, Doyoung, Jaehyun, Winwin, Mark, Haechan                                                                 | —                            | —                            | 11                           | —           | NCT 2018 Empathy          |
| "Chain"                                                                                  | 2018  | Taeil, Johnny, Taeyong, Yuta, Doyoung, Jaehyun, Winwin, Mark, Haechan                                                                 | —                            | —                            | —                            | —           | Chain                     |
| "Regular"                                                                                | 2018  | Taeil, Johnny, Taeyong, Yuta, Doyoung, Jaehyun, Winwin, Jungwoo, Mark, Haechan                                                        | 92                           | —                            | 2                            | —           | Regular-Irregular         |
| "Simon Says"                                                                             | 2018  | Taeil, Johnny, Taeyong, Yuta, Doyoung, Jaehyun, Winwin, Jungwoo, Mark, Haechan                                                        | —                            | —                            | 1                            | —           | Irregulate                |
| "Wakey-Wakey"                                                                            | 2019  | Taeil, Johnny, Taeyong, Yuta, Doyoung, Jaehyun, Jungwoo, Mark, Haechan                                                                | —                            | —                            | —                            | —           | Awaken                    |
| "Superhuman"                                                                             | 2019  | Taeil, Johnny, Taeyong, Yuta, Doyoung, Jaehyun, Jungwoo, Mark, Haechan                                                                | 117                          | —                            | 3                            | —           | We Are Superhuman         |
| "Highway to Heaven" (English Version)                                                    | 2019  | Taeil, Johnny, Taeyong, Yuta, Doyoung, Jaehyun, Jungwoo, Mark, Haechan                                                                | —                            | —                            | 5                            | —           | Single sem álbum          |
| "Kick It" (영웅 / 英雄)                                                                  | 2020  | Taeil, Johnny, Taeyong, Yuta, Doyoung, Jaehyun, Jungwoo, Mark, Haechan                                                                | 21                           | —                            | 3                            | —           | Neo Zone                  |
| "Punch"                                                                                  | 2020  | Taeil, Johnny, Taeyong, Yuta, Doyoung, Jaehyun, Jungwoo, Mark, Haechan                                                                | 5                            | —                            | 5                            | —           | Neo Zone: The Final Round |
| NCT Dream                                                                                |       | |                              |                              |                              |             |                           |
| "Chewing Gum"                                                                            | 2016  | Mark, Renjun, Jeno, Haechan, Jaemin, Chenle, Jisung                                                                                   | 144                          | 12                           | 2                            | - : 19,196+ | The First                 |
| "My First and Last" (마지막 첫사랑 / 最後的初戀)                                         | 2017  | Mark, Renjun, Jeno, Haechan, Chenle, Jisung                                                                                           | 89                           | 9                            | 11                           | - : 19,981+ | The First                 |
| "We Young"                                                                               | 2017  | Mark, Renjun, Jeno, Haechan, Chenle, Jisung                                                                                           | —                            | 13                           | 11                           | —           | We Young                  |
| "Go"                                                                                     | 2018  | Mark, Renjun, Jeno, Haechan, Jaemin, Chenle, Jisung                                                                                   | —                            | —                            | 18                           | —           | NCT 2018 Empathy          |
| "We Go Up"                                                                               | 2018  | Mark, Renjun, Jeno, Haechan, Jaemin, Chenle, Jisung                                                                                   | 73                           | —                            | 11                           | —           | We Go Up                  |
| "Boom"                                                                                   | 2019  | Renjun, Jeno, Haechan, Jaemin, Chenle, Jisung                                                                                         | 90                           | —                            | 6                            | —           | We Boom                   |
| "Ridin'"                                                                                 | 2020  | Renjun, Jeno, Haechan, Jaemin, Chenle, Jisung                                                                                         | 17                           | —                            | 18                           | —           | Reload                    |
| NCT 2018                                                                                 |       | |                              |                              |                              |             |                           |
| "Black On Black"                                                                         | 2018  | Taeil, Johnny, Taeyong, Yuta, Doyoung, Kun, Ten, Jaehyun, Winwin, Jungwoo, Lucas, Mark, Renjun, Jeno, Haechan, Jaemin, Chenle, Jisung | —                            | —                            | —                            | —           | NCT 2018 Empathy          |
| WayV                                                                                     |       | |                              |                              |                              |             |                           |
| "理所当然 (Regular)"                                                                     | 2019  | Kun, Ten, Winwin, Lucas, Xiaojun, Hendery, Yangyang                                                                                   | —                            | —                            | 3                            | - : 1,000   | The Vision                |
| "无翼而飞 (Take Off)"                                                                    | 2019  | Kun, Ten, Winwin, Lucas, Xiaojun, Hendery, Yangyang                                                                                   | —                            | —                            | 25                           | —           | Take Off                  |
| "天选之城 (Moonwalk)"                                                                    | 2019  | Kun, Ten, Winwin, Lucas, Xiaojun, Hendery, Yangyang                                                                                   | —                            | —                            | 23                           | —           | Take Over The Moon        |
| "Love Talk"                                                                              | 2019  | Kun, Ten, Winwin, Lucas, Xiaojun, Hendery, Yangyang                                                                                   | —                            | —                            | 3                            | - : 186,620 | Take Over The Moon        |
| "超时空 回 (Turn Back Time)"                                                             | 2020  | Kun, Ten, Winwin, Lucas, Xiaojun, Hendery, Yangyang                                                                                   |                              |                              |                              |             | Awaken The World          |
| "—" indica lançamentos que não figuraram nas paradas ou não foram lançados nessa região. |       | |                              |                              |                              |             |                           |

### Singles promocionais
| Título                           | Ano     | Interpretada por                                    | Álbum                                    | Nota(s)                                                  |
| NCT 127                          | NCT 127 | NCT 127                                             | NCT 127                                  | NCT 127                                                  |
| -------------------------------- | ------- | --------------------------------------------------- | ---------------------------------------- | -------------------------------------------------------- |
| "Taste the Feeling"              | 2016    | Taeil, Yuta, Jaehyun, Haechan                       | S.M. Station Season 1                    | Colaboração com Coca-Cola.                               |
| NCT Dream                        |         |                                                     |                                          |                                                          |
| "Trigger The Fever"              | 2017    | Mark, Renjun, Jeno, Haechan, Chenle, Jisung         | We Young                                 | Música oficial para a Copa do Mundo FIFA Sub-20 de 2017. |
| "Joy"                            | 2017    | Mark, Renjun, Jeno, Haechan, Chenle, Jisung         | S.M. Station Season 2                    | SM Station single                                        |
| "Candle Light" (사랑한단 뜻이야) | 2018    | Mark, Renjun, Jeno, Haechan, Jaemin, Chenle, Jisung | S.M. Station Season 3                    | SM Station single                                        |
| "Fireflies"                      | 2019    | Renjun, Jeno, Haechan, Jaemin, Chenle, Jisung       | Non-album single                         | Official Soundtrack for The World Scout Foundation       |
| NCT U                            |         |                                                     |                                          |                                                          |
| "Timeless"                       | 2018    | Taeil, Doyoung, Jaehyun                             | NCT 2018 Empathy / S.M. Station Season 2 | SM Station single                                        |

### Outras canções que entraram nas paradas
| Título                        | Ano     | Maiores posições nas paradas | Maiores posições nas paradas | Álbum                     |
| Título                        | Ano     | KOR                          | US World                     | Álbum                     |
| NCT 127                       | NCT 127 | NCT 127                      | NCT 127                      | NCT 127                   |
| ----------------------------- | ------- | ---------------------------- | ---------------------------- | ------------------------- |
| "Welcome to My Playground"    | 2018    | —                            | 7                            | Regulate                  |
| “Elevator (127F)”             | 2020    | 116                          | —                            | Neo Zone                  |
| “Boom” (꿈)                   | 2020    | 132                          | —                            | Neo Zone                  |
| “Love Song” (우산)            | 2020    | 135                          | —                            | Neo Zone                  |
| “Pandora`s Box” (낮잠)        | 2020    | 137                          | —                            | Neo Zone                  |
| “Love Me Now” (메아리)        | 2020    | 141                          | —                            | Neo Zone                  |
| “Day Dream” (白日夢)          | 2020    | 148                          | —                            | Neo Zone                  |
| “White Night” (백야)          | 2020    | 150                          | —                            | Neo Zone                  |
| “Sit Down!”                   | 2020    | 191                          | —                            | Neo Zone                  |
| “Not Alone”                   | 2020    | 193                          | 25                           | Neo Zone                  |
| “MAD DOG”                     | 2020    | 197                          | —                            | Neo Zone                  |
| “Dreams Come True”            | 2020    | 196                          | —                            | Neo Zone                  |
| “NonStop”                     | 2020    | 164                          | —                            | Neo Zone: The Final Round |
| NCT Dream                     |         |                              |                              |                           |
| "7 Days" (내게 말해줘)        | 2020    | 97                           | —                            | Reload                    |
| "Love Again" (사랑은 또다시)  | 2020    | 115                          | —                            | Reload                    |
| "Puzzle Piece" (내게 말해줘)  | 2020    | 117                          | —                            | Reload                    |
| "Quiet Down"                  | 2020    | 131                          | —                            | Reload                    |
| WayV                          |         |                              |                              |                           |
| "Come Back" (噩梦)            | 2019    | —                            | 7                            | The Vision                |
| "Dream Launch" (梦想发射计划) | 2019    | —                            | 6                            | The Vision                |

## Colaborações
| Titulo                                                                                   | Ano  | Interpretada por                                        | Melhores posições nas paradas | Vendas          | Álbum                |
| Titulo                                                                                   | Ano  | Interpretada por                                        | KOR Gaon Chart                | Vendas          | Álbum                |
| ---------------------------------------------------------------------------------------- | ---- | ------------------------------------------------------- | ----------------------------- | --------------- | -------------------- |
| "First Christmas"                                                                        | 2016 | Doyoung (com Joy)                                       | —                             | - (DL): 19,622+ | Inkigayo Music Crush |
| "Sound of Your Heart"                                                                    | 2016 | Taeil, Doyoung (com Sunny, Luna, Yesung, Seulgi, Wendy) | —                             | —               | Lançamento sem álbum |
| "—" indica lançamentos que não figuraram nas paradas ou não foram lançados nessa região. |      |                                                         |                               |                 |                      |

## Trilhas sonoras
| Titulo                                                                                   | Ano  | Interpretada por  | Melhores posições nas paradas | Álbum                          |
| Titulo                                                                                   | Ano  | Interpretada por  | KOR Gaon Chart                | Álbum                          |
| ---------------------------------------------------------------------------------------- | ---- | ----------------- | ----------------------------- | ------------------------------ |
| "Cool"                                                                                   | 2016 | Doyoung (com Key) | 281                           | 38 Revenue Collection Unit OST |
| "I Want to Enter Your Heart"                                                             | 2016 | Mark (com Henry)  | —                             | Sweet Stranger and Me OST      |
| "—" indica lançamentos que não figuraram nas paradas ou não foram lançados nessa região. |      |                   |                               |                                |

## Vídeos musicais
| Ano               | Titulo                   | Diretor(es)       | Nota(s)                               |
| Artista Principal | Artista Principal        | Artista Principal | Artista Principal                     |
| ----------------- | ------------------------ | ----------------- | ------------------------------------- |
| 2016              | "The 7th Sense"          | Beomjin           |                                       |
| 2016              | "Without You"            | Desconhecido      | Korean Version                        |
| 2016              | "Without You"            | Desconhecido      | Chinese Version                       |
| 2016              | "Fire Truck"             | Desconhecido      |                                       |
| 2016              | "Taste The Feeling"      | Desconhecido      |                                       |
| 2016              | "Chewing Gum"            | Desconhecido      | Korean Version                        |
| 2016              | "Chewing Gum"            | Desconhecido      | Chinese Version                       |
| 2016              | "Good Thing!"            | Kim Yongsoo       | com W & Esteem                        |
| 2016              | "Switch"                 | Desconhecido      | feat. SR15B                           |
| 2017              | "Limitless"              | Desconhecido      | Rough Version                         |
| 2017              | "My First and Last"      | Desconhecido      | Korean Version                        |
| 2017              | "My First and Last"      | Desconhecido      | Chinese Version                       |
| 2017              | "Trigger The Fever"      |                   |                                       |
| 2017              | "Cherry Bomb"            |                   |                                       |
| 2017              | "We Young"               |                   |                                       |
| 2017              | "Joy"                    |                   |                                       |
| 2018              | "Timeless"               |                   |                                       |
| 2018              | "Boss"                   |                   |                                       |
| 2018              | "Baby Don't Stop"        |                   |                                       |
| 2018              | "Go"                     |                   |                                       |
| 2018              | "Touch"                  |                   |                                       |
| 2018              | "Yestoday"               |                   |                                       |
| 2018              | "Black On Black"         |                   |                                       |
| 2018              | "We Go Up"               |                   |                                       |
| 2018              | ''Regular''              |                   | English Version                       |
| 2018              | ''Regular''              | Korean Version    |                                       |
| 2018              | ''Simon Says''           |                   |                                       |
| 2019              | (WayV) ''Regular''       |                   |                                       |
| 2019              | (WayV) ''Dream Launch''  |                   |                                       |
| 2019              | ''Wakey-Wakey''          |                   |                                       |
| 2019              | (WayV) ''Take Off''      |                   |                                       |
| 2019              | ''Superhuman''           |                   |                                       |
| 2019              | ''Don't Need Your Love'' |                   | feat. HRVY                            |
| 2019              | "Hihgway to Heaven"      |                   |                                       |
| 2019              | "Boom"                   |                   |                                       |
| 2019              | (WayV) "Moonwalk"        |                   |                                       |
| 2020              | "Kick It"                |                   |                                       |
| 2020              | "Ridin'"                 |                   |                                       |
| 2020              | "Punch"                  |                   |                                       |
| 2020              | (WayV) "Turn Back Time"  |                   | Chinese Version                       |
| 2020              | (WayV) "Turn Back Time"  | Korean Version    |                                       |
| Outros            |                          |                   |                                       |
| 2016              | "The 7th Sense"          | Desconhecido      | Performance Video                     |
| 2016              | "Fire Truck"             | Desconhecido      | Performance Video                     |
| 2016              | "Fire Truck"             | Desconhecido      | Dance Practice Version                |
| 2016              | "Chewing Gum"            | Desconhecido      | Hoverboard Performance Video          |
| 2017              | "Limitless"              | Desconhecido      | Japanese Version; Performance Version |
| 2017              | "My First and Last"      | Desconhecido      | Korean Version; Performance Video     |
| 2017              | "My First and Last"      | Desconhecido      | Chinese Version; Performance Video    |
| 2018              | "Chain"                  |                   |                                       |